# Meriiti
Meriiti (Meri-iti : « bien-aimé du père ») est un ancien fonctionnaire égyptien vivant à la fin de la Ire dynastie. Il n'est connu que par sa stèle trouvée dans la tombe 810.H.11 à Helwan.

## Description de sa stèle
La stèle a été trouvée dans la chambre funéraire à côté du cercueil. Elle montre à gauche Meriiti assis sur une chaise avec des offrandes devant lui. Sur le côté droit de la stèle figure une liste des titres de Meriiti.
Sur cette stèle, Meriiti porte sept titres, ce qui fait de lui l'un des rares fonctionnaires de l'époque à posséder une longue série de titres :
- « prêtre de Khnoum, compagnon de la maison »,
- « directeur du réfectoire de la maison de vie »,
- « maître charpentier de Nekhen »,
- « directeur du réfectoire et du grand magasin »,
- « commandant de l'administration du qedhetep »,
- « aidant »,
- « directeur du bureau de l'ouest, porteur d'Anubis ».